# Podovalgus assmuthi
Podovalgus assmuthi är en skalbaggsart som beskrevs av Erich Wasmann 1918. Podovalgus assmuthi ingår i släktet Podovalgus och familjen Cetoniidae. Inga underarter finns listade i Catalogue of Life.